# Église Sainte-Benoîte de Mesbrecourt-Richecourt
L'église Sainte-Benoîte de Mesbrecourt-Richecourt est une église située sur le territoire de la commune de Mesbrecourt-Richecourt, dans le département de l'Aisne, en France.

## Description

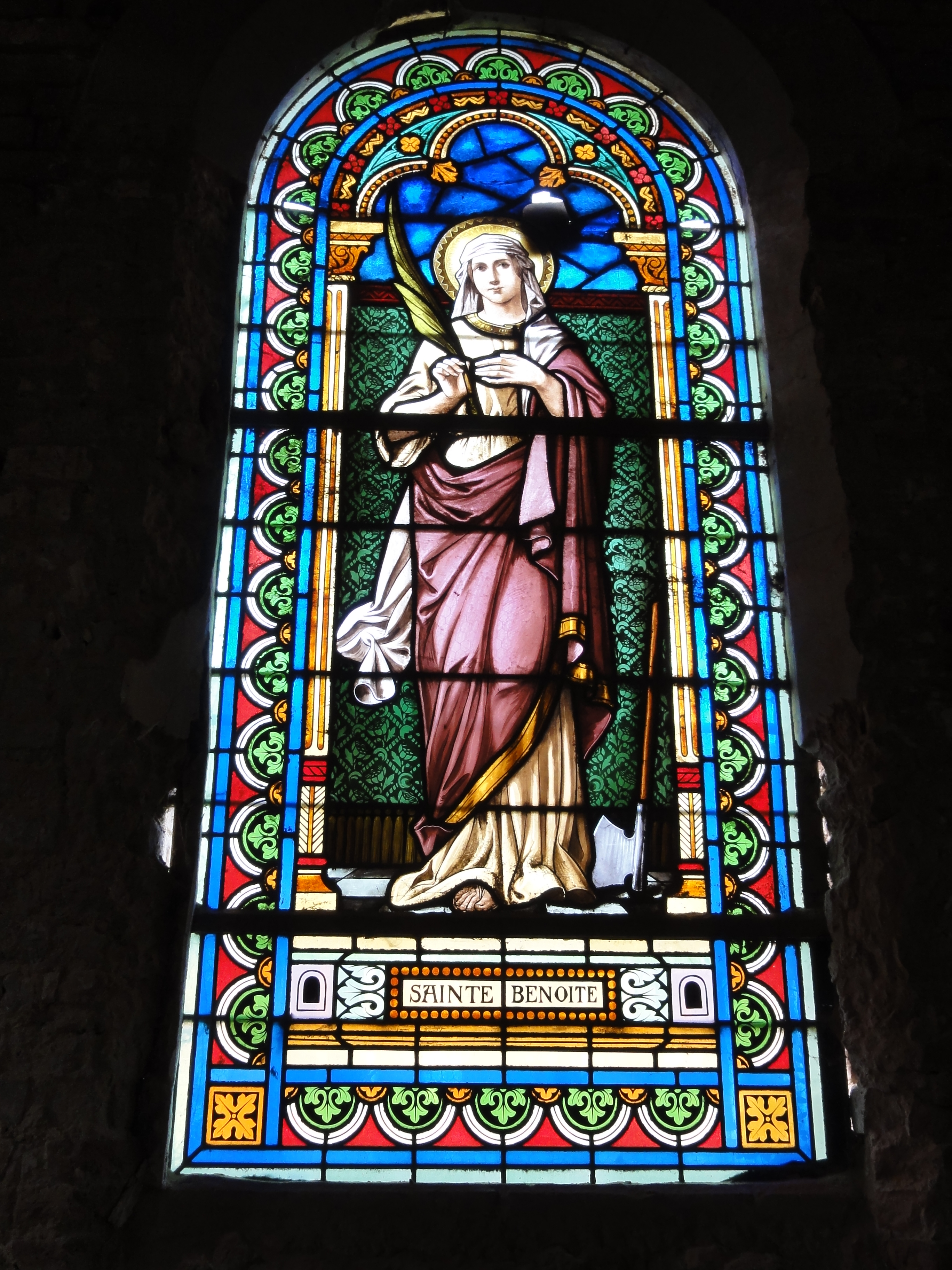
Vitrail de Sainte Benoîte
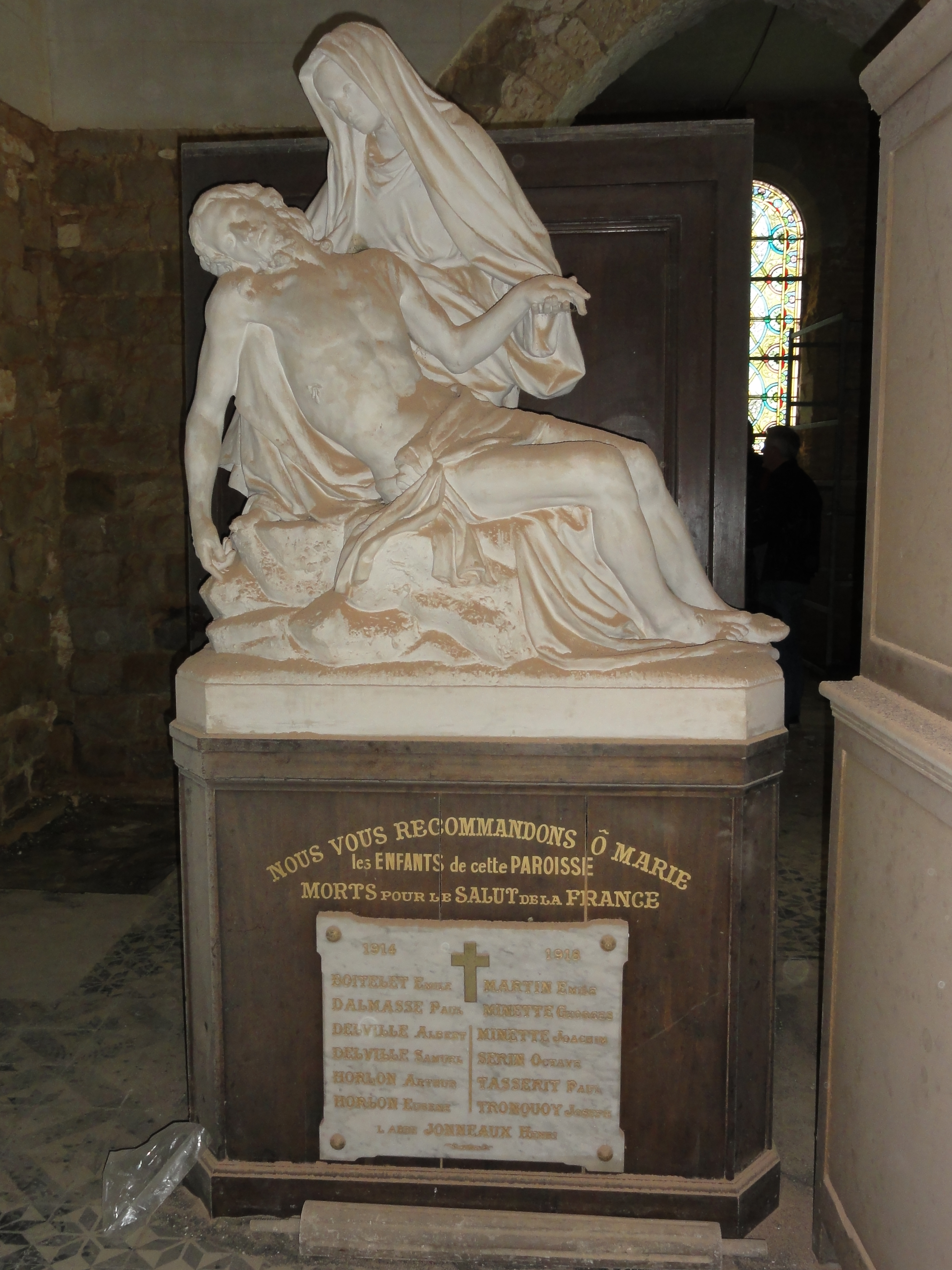
Pietà